# 李依琳
李依琳（Elaine Lee，1986年1月10日—），香港藝員，祖籍宁波；現於美國修讀電影導演課程。其父親是扒王之王餐廳董事總經理李德麟，母親是息影藝人林珍奇。因其父親餐廳業務而被傳媒稱為「扒女」。
李依琳現在美國洛杉磯修讀電影導演課程。就讀期間不時趁假期回到香港，簽約經理人公司Elite擔任兼職模特兒工作，並活躍於社交活動。其現任男友為德國籍人士Nicolaus。 

## 感情生活
李依琳與醫生未婚夫Steve已訂下2018年十一月七日結婚，在洲際酒店設宴六十圍大宴親朋。李依琳接受訪問時表示除了訂酒席外，其他如註冊形式、婚紗和晚裝等重要事情，一概全未決定，不知從哪裏着手好。而出名慳家的她表示已決定婚紗只租不買，她不想把這個美好回憶藏在自己衣櫃裏。亦正言自己喜歡假的東西，不愛物質，因此曾要求網上買婚戒。

## 資料來源
1. ↑  李依琳 立志當導演 Ball后 演員 歌手不願做 （页面存档备份，存于） 明報周刊
2. 1 2  李依琳愛情滋潤無爛面 （页面存档备份，存于） 星島日報，2007年7月29日
3. ↑  會所開幕派對警察踩場 李依琳被問違禁品反應大 （页面存档备份，存于）  星島日報，2007年7月29日
4. ↑  .   [2018-03-03]. （原始内容存档于2018-11-19）.

- 扒女開竅關心世界大事 李依琳網誌反戰打布殊[永久] 蘋果日報，2006年8月28日
- 摯友遇害情緒受困 李依琳睇心理醫生 （页面存档备份，存于） 太陽報，2005年12月22日
- 李依琳行性感當觀眾透明  星島日報，2007年7月6日
- 李依琳德籍男友接放工 明報，2007年7月21日
- Ana R.李依琳引死鬍鬚男 明報，2007年6月18日